# Айсарнасабаль
Айсарнасабаль (баск. Aizarnazabal (офіційна назва), ісп. Aizarnazábal) — муніципалітет в Іспанії, у складі автономної спільноти Країна Басків, у провінції Гіпускоа. Населення — 669 осіб (2009).
Муніципалітет розташований на відстані близько 340 км на північ від Мадрида, 21 км на захід від Сан-Себастьяна.
На території муніципалітету розташовані такі населені пункти: (дані про населення за 2009 рік)
- Айсарнасабаль: 475 осіб
- Ечабе: 43 особи
- Ечесаррета: 0 осіб
- Мугіцагайна: 23 особи
- Саяц: 60 осіб
- Субіальде: 68 осіб

## Демографія
Динаміка населення (INE ):

## Галерея зображень

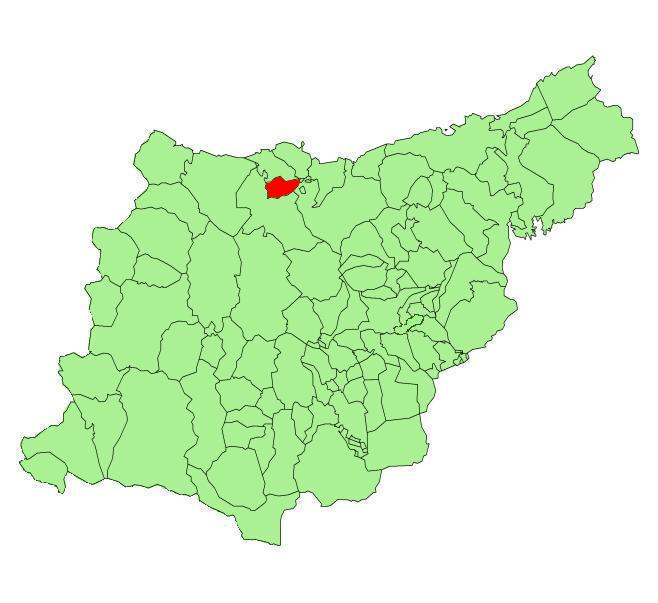
Розташування муніципалітету